# Христианство в Молдове
Христианство в Молдавии — крупнейшая религия в стране.
По данным исследовательского центра Pew Research Center в 2010 году в Молдавии проживало 3,48 млн христиан, которые составляли 97,5 % населения этой страны. Энциклопедия «Религии мира» Дж. Г. Мелтона оценивает долю христиан в 2010 году в 96,3 % (3,56 млн верующих).
Крупнейшим направлением христианства в стране является православие. В 2000 году в Молдавии действовало 1844 христианских церквей и мест богослужения, принадлежащих 25 различным христианским деноминациям.
Помимо молдаван, христианами также являются большинство живущих в стране украинцев, русских, гагаузов, болгар, румын, белорусов, немцев, поляков, армян, цыган и др.